# Antoine de Noailles

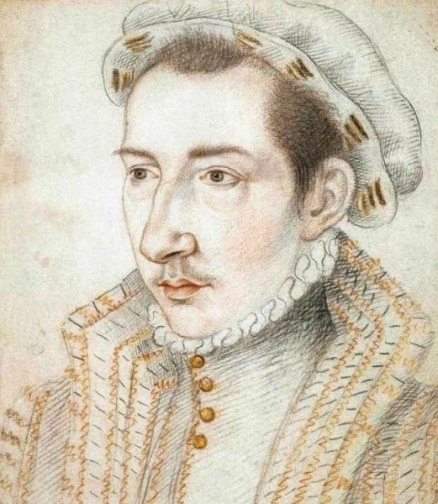
Antoine de Noailles, Zeichnung von François Clouet

Antoine de Noailles (* 4. September 1504; † 11. März 1562 in Bordeaux) war ein französischer Militär und Diplomat, sowie Admiral von Frankreich.

## Leben
Antoine de Noailles war der älteste Sohn von Louis de Noailles († 1540), Seigneur de Noailles et de Noailhac etc., und Catherine de Pierre-Buffière († 1527). Seine Brüder François de Noailles († 1585) und Gilles de Noailles († 1597), wurden beide Bischof von Dax sowie französische Botschafter in Venedig und Konstantinopel (François), bzw. London und Konstantinopel (Gilles).
1529 begleitete er François II. de La Tour, Vicomte de Turenne, zu Verhandlungen nach Spanien, die das Ziel hatten, die französischen Prinzen zurückzuholen, die dort aufgrund der Niederlage von Pavia und der Gefangenschaft Franz’ I. als Geiseln festgehalten wurden, um die Lösegeldzahlung für den französischen König zu garantieren; darüber hinaus wurde erneut die Ehe zwischen Franz I. und Eleonore von Kastilien ratifiziert, die er am 20. März 1530 im Namen des Königs heiratete.
Nach der Rückkehr der Prinzen wurde er deren Kammerherr und war dazu vorgesehen, das Amt von deren Gouverneur zu übernehmen, wurde dann aber anders eingesetzt. Im Italienkrieg von 1542–1544 gegen den Kaiser kämpfte er in der Schlacht von Ceresole (11. April 1544). Als Claude d’Annebault bei der Thronbesteigung von König Heinrich II. (1547) in Ungnade fiel, wurde Antoine de Noailles, der seit einigen Jahren als Admiral von Guyenne diente, zum Admiral von Frankreich ernannt. Er wurde mehrfach als französischer Gesandter nach London geschickt (4. September 1551 und März 1552, sein ältester Sohn kam im Juli 1554 in London zur Welt) und verhandelte den Vertrag von Vaucelles (5. Februar 1556) als fünfjährigen Waffenstillstand zwischen Heinrich II. und Kaiser Karl V.
1557 wurde er zum Lieutenants du roi commandant en chef in Guyenne ernannt, in diesem Amt wurde er am 7. September 1560 von Charles de Coucys, Seigneur de Bure, abgelöst. Ab dem 24. November 1561 bis zu seinem Tod war er Bürgermeister von Bordeaux.
René Aubert de Vertot (l’Abbé Vertot) publizierte 1763 sein Werk Ambassades de messieurs de Noailles en Angleterre, in dem er die diplomatischen Aktivitäten von Antoine und seinen Brüdern beschreibt, die französische Botschafter in Venedig, London und Konstantinopel waren, und die einen Friedensvertrag zwischen der Serenissima und dem osmanischen Sutan Selim II. zustande brachten.
Antoine de Noailles wurde in Noailles bestattet, sein Herz ließ seine Witwe in einem Monument in der Kathedrale von Bordeaux einschließen.; sie wurde anschließend Hofdame von Caterina de’ Medici.

## Ehe und Familie
Am 30. Mai 1540 heiratete er per Ehevertrag Jeanne de Gontaut, Tochter von Raymond de Gontaut, Seigneur de Cabrerez, und Françoise de Bonnafos, Dame de Lentour (Haus Gontaut-Biron). Ihre Kinder sind:
- Marie (* 3. Januar 1543); ⚭ (1) 24. Januar 1561 Jean de Ferrières, Seigneur de Sauvebœuf; ⚭ (2) (Ehevertrag 21. Februar 1572) Joseph de Lart et de Goulart, Seigneur de Bivac et d’Objac
- Anne (* 13. Mai 1545) Nonne
- Françoise (* 4. November 1548); ⚭ 11. März 1575 Gabriel de Clermont-Tonnerre, Seigneur de Thoury (Haus Clermont-Tonnerre)
- Gabrielle (* 10. Mai 1549; † klein)
- Marthe (* 1552), testiert 24. Februar 1599; ⚭ 17. Mai 1571 Pierre, Vicomte de Sédières
- Henry (* 5. Juli 1554 in London; † zwischen 18. Oktober 1621 und 13. Mai 1623), Chevalier, März 1592 Comte d’Ayen, Kammerherr, Staatsrat und Lieutenant-général; ⚭ 22. Juni 1578 Jeanne Germaine d’Espagne, Tochter von Jacques Mathieu d’Espagne, Seigneur de Panassac, und Catherine de Narbonne, Baronesse de Léron
- Françoise (* 8. Juli 1556); ⚭ 8. September 1568 Louis de Saint-Martin, Vicomte de Biscarrosse
- Charles, genannt le Beau Noailles (* 5. Dezember 1560; † kurz nach 2. April 1585), Prior in Sainte-Livrade